# Боуман, Джошуа
Джо́шуа Бо́уман (англ. Joshua Bowman; род. 4 марта 1988, Виндзор, Беркшир) — британский актёр, наиболее известный по роли Дэниэла Грейсона в мыльной опере ABC «Месть».

## Жизнь и карьера
Боуман родился в Беркшире. Он изучал актёрское мастерство в актёрской студии Ли Страсберга в Нью-Йорке (его одногруппниками были, в частности, Даниэла Руа и Кристиана Сидел). Боуман появился в нескольких британских сериалах и фильмах, после чего переехал в США. В начале 2011 года он появился в нескольких эпизодах сериала «Добиться или сломаться», после чего получил постоянную роль в сериале «Месть». На съемках он начал встречаться с Эмили Ванкэмп, партнёром по сериалу. В 2017 году пара в социальной сети Instagram объявила о помолвке спустя 6 лет отношений. Пара узаконила свои отношения 15 декабря 2018 года свадьбой на Багамах. В августе 2021 года у супругов родилась дочь, которую назвали Айрис.

## Фильмография
| Год       |   | Русское название               | Оригинальное название | Роль                              |
| --------- | - | ------------------------------ | --------------------- | --------------------------------- |
| 2007      | с | Джинн в доме                   | Genie in the House    | Димитрий                          |
| 2009      | ф | Мифы                           | Myths                 | Зевс                              |
| 2009      | ф |                                | Betwixt               | Люк                               |
| 2009—2010 | с | Холби Сити                     | Holby City            | Скотт Джеймс                      |
| 2010      | ф | Тринадцать часов               | 13Hrs                 | Даг Уолкер                        |
| 2010      | ф | Добыча                         | Prowl                 | Питер                             |
| 2011      | ф | Экстерьеры                     | Exteriors             | Адам                              |
| 2011      | ф | Кухня любви                    | Love's Kitchen        | Роберто                           |
| 2011      | ф | Искусство любви                | The Last Keepers      | Тейлор                            |
| 2011      | с | Добиться или сломаться         | Make It or Break It   | Макс                              |
| 2011—2015 | с | Месть                          | Revenge               | Даниэл Грейсон                    |
| 2012      | ф | Агент под прикрытием           | So Undercover         | Николас                           |
| 2013      | ф | Искусство любви                | The Last Keepers      | Тэйлор                            |
| 2015      | ф | Новый уровень                  | Level Up              | Мэтт                              |
| 2017      | с | Путешествие в машине времени   | Time After Time       | Джон Стивенсон / Джек-потрошитель |
| 2018      | с | Доктор Кто                     | Doctor Who            | Краско                            |
| 2021      | ф | Гонка со временем              | The Desperate Hour    | полицейский                       |
| 2023      | ф | Дьявол в деталях. Дело Миранды | Miranda's Victim      | Чарльз                            |